# Autoroute A 61
Die Autoroute A 61, auch als Autoroute des Deux Mers bezeichnet, ist eine französische Autobahn mit Beginn in Toulouse und dem Ende in Narbonne. Ihre Länge beträgt insgesamt 150 km.

## Geschichte
- 20. Dezember 1978: Eröffnung Carcassonne-est - Narbonne (Abfahrt 24 - A 9)
- 3. April 1979: Eröffnung Ramonville-Saint-Agne - Villefranche-de-Lauragais (A 620 - Abfahrt 20)
- 29. Juni 1979: Eröffnung Carcassonne-ouest - Carcassonne-est (Abfahrt 23 – 24)
- 30. Oktober 1979: Eröffnung Villefranche-de-Lauragais - Carcassonne-ouest (Abfahrt 20 – 23) + Carcassonne-ouest - Carcassonne-est (Abfahrt 23 – 24)
- Juni 1987: Eröffnung Toulouse-La Roseraie - Montaudran (Abfahrt 15 – 18), (1. Fahrbahn)
- 5. Mai 1988: Eröffnung Toulouse-Rue Vasseur - Toulouse-La Roseraie (A 68 - Abfahrt 15)
- 5. Mai 1988: Eröffnung Toulouse-La Roseraie - Montaudran (Abfahrt 15 – 18), (2. Fahrbahn)
- 5. Mai 1988: Eröffnung Montaudran - Ramonville-Saint-Agne (Abfahrt 18 - A 620)

## Großstädte an der Autobahn
- Toulouse
- Carcassonne
- Narbonne